# 梁藝齡
梁藝齡 （英語：Fiona Leung，1965年9月28日—），原名梁珮玲，前香港演员，現任影音使團文物館發展總監。

## 背景
梁藝齡有二兄二姊，家族曾經營鑽石生意，父親在她10歲時離世。梁藝齡早年曾就讀英華女學校，中五畢業後，被星探發掘，曾拍攝廣告，其後參加無綫電視超級新星選舉，獲得女子組冠軍並簽約無綫成為藝員，獎品之一是演出由李添勝監製的新一套《書劍恩仇錄》的女主角香香公主 ，及後曾拍過多部電視劇，亦曾參與歌手譚詠麟及張學友的MV的演出。因1997年亞洲金融風暴影響下，令她由藝人變成健康產品傳銷員。2002年初，梁藝齡成為基督徒，在12月洗禮，其後於香港神學院攻讀神學。她並於福音媒體真証傳播製作的電視節目中擔任主持，及影音使團的福音電影中演出。
2006年12月5日，梁藝齡隨影音使團到澳洲拍攝《地球深度行Ⅲ》電視節目，由阿德萊德前往拍攝地點途中發生交通意外，梁藝齡及另一位攝製隊員被拋出車外，被送往醫院深切治療部留醫，其6條肋骨受傷出現裂痕，留院一星期後出院。
2011年，梁藝齡隨影音使團到土耳其拍攝節目，攀上土耳其亞拉臘山的4,000米冰川，搜尋挪亞方舟存在的證據。
2024年，梁藝齡到主持影音使團節目《地球大神秘》，於翡翠台播出。

## 電視劇

### 無綫電視
| 年份   | 劇名                     | 角色             | 備註                         |
| 1987年 | 書劍恩仇錄               | 香香公主         |                              |
| 1988年 | 老子萬歲                 | 梁阿秀           |                              |
| 1988年 | 奉旨成親                 | 初七(柳玉如)     |                              |
| 1988年 | 都市方程式               | 丁文珊           |                              |
| 1988年 | 飛躍霓裳                 | 阮潔莊           |                              |
| 1989年 | 串燒冤家                 | 宋美琪           |                              |
| 1989年 | 邊城浪子                 | 馬芳齡           | 於1989年海外發行，1991年播映 |
| 1990年 | 天上凡間                 | 白玉仙子／顏如寶 |                              |
| 1990年 | 大唐名捕                 | 麥菊兒           |                              |
| 1990年 | 螳螂小子                 | 小鳳仙           | 於1990年海外發行，1994年播映 |
| 1990年 | 朝陽                     |                  |                              |
| 1990年 | 末世驚情之痴心無罪       |                  | 單元女主角                   |
| 1991年 | 鐵血男兒                 | 邱碧凝           |                              |
| 1991年 | 怒海孤鴻                 | 古曉琳           |                              |
| 1991年 | 老友鬼鬼                 | 黎金妹           |                              |
| 1992年 | 小男人出差               | 金幗怡           |                              |
| 1992年 | 中神通王重陽             | 林朝英           |                              |
| 1993年 | 老襯喜相逢               | 鄧家麗           |                              |
| 1993年 | 飛星尋龍                 | 古夢生           |                              |
| 1993年 | 射鵰英雄傳之九陰真經     | 馮蘅             |                              |
| 1993年 | 賭霸天下                 | 成沅沅／簡玲     |                              |
| 1993年 | 馬場大亨                 | 宋小藍           |                              |
| 1993年 | 鎮金女人週記：同性的天空 | 鍾晴             | 第3集單元女主角              |
| 1994年 | 異度凶情                 | 葉慧             |                              |
| 1994年 | 驚心都市：寃             | 葉佩娟           | 第8集單元女主角              |
| 1994年 | 俠義見青天               | 趙沅沅           |                              |
| 1995年 | 金牙大狀（貳）           | 袁靈芝           |                              |
| 1995年 | 包青天之梨花劫           | 賀燕燕／賀翩翩   | 單元女主角                   |
| 1995年 | 刀馬旦                   | 尚菊笙           |                              |
| 1996年 | 武當張三丰               | 完顏容若         | 於1995年海外發行，1996年播映 |
| 1996年 | 笑傲江湖                 | 任盈盈           |                              |
| 1998年 | 撻出愛火花               | 趙碧珊           | 於1998年海外發行，2000年播映 |
| 1999年 | 金玉滿堂                 | 甘翠花           |                              |

### 香港電台
| 年份   | 劇名                         | 角色   | 備註            |
| 1997年 | 法門：不解緣                 | Toni   | 第5集單元女主角 |
| 1997年 | 打工仔：緣轉半生             | 阿Kat  | 第3集單元女主角 |
| 2000年 | 二千年之選                   | Winnie | 第1-5集女主角   |
| 2000年 | 女人多事幹：再戰江湖         | 卓賢   | 第2集單元女主角 |
| 2005年 | 醫學神探：傷口勿浸水(上、下) | 郭善霖 | 第5-6集單元     |

## 電視電影（無綫電視）
| 年份   | 片名                 | 角色            |
| 1988年 | 黑白之間             | 阿蘭            |
| 1989年 | 特警90               | 杜伊玲          |
| 1989年 | 霓虹姊妹花           | 阿芳（Candy）   |
| 1990年 | 特警90 II之亡命天涯  | 杜伊玲          |
| 1990年 | 霓虹姊妹花續集       | 唐金娣（Candy） |
| 1991年 | 特警90 III之明日天涯 | 杜伊玲          |
| 1992年 | 越柙飛龍II之虎穴潛龍 | 阿媚            |
| 1992年 | 共闖天涯             | 周嘉玲          |
| 1995年 | 胭花淚               | 綠喬            |
| 1995年 | 出更二人組           | 關淑芬          |

## 電影
| 年份   | 節目                        | 角色               | 備註     |
| 1986年 | 冒牌大賊                    |                    |          |
| 1987年 | 天賜良緣                    |                    |          |
| 1998年 | 真心英雄                    | 劉青雲妻子玲       |          |
| 2000年 | 孤男寡女                    | 華少的前女友余茵茵 |          |
| 2006年 | 愛裏沒有懼怕之恐懼森林      | Fiona              | 數碼電影 |
| 2007年 | 真的戀愛了？                |                    | 數碼電影 |
| 2011年 | 挪亞方舟驚世啟示2           |                    |          |
| 2013年 | 因愛之名系列 之星願下的足印 | 黃智賢妻子         |          |

## 綜藝節目
| 年份   | 節目                    | 性質       |
| 1994年 | 江山如此多FUN（第二輯） | 第8集嘉賓  |
| 1999年 | 天下無敵獎門人          | 第13集嘉賓 |

## 節目主持
| 年份   | 名稱                            | 製作     |
| 1989年 | 寰宇風情 日本特輯               | 無綫電視 |
| 1991年 | 歡樂今宵                        | 無綫電視 |
| 1994年 | 康泰最緊要好玩之西班牙特輯      | 無綫電視 |
| 1998年 | 警訊                            | 香港電台 |
| 1999年 | 康泰最緊要好玩之北京旅遊新FUN點 | 無綫電視 |
| 2006年 | 地球深度行III異獸物語           | 影音使團 |
| 2008年 | 地球深度行V大地的寶藏           | 影音使團 |
| 2008年 | 為何不可能                      | 影音使團 |
| 2010年 | 天經地義 （紀錄片）             | 影音使團 |
| 2024年 | 地球大神秘 （紀錄片）           | 影音使團 |

## 廣播劇
| 年份   | 頻道     | 劇名     | 合作                 |
| 1998年 | 商業電台 | 真心英雄 | 劉青雲、黎明、蒙嘉慧 |

## 舞台劇
| 年份           | 劇名                            | 場地           |
| 1992年2月4-8日 | 嬉春酒店 （页面存档备份，存于） | 紅磡香港體育館 |

## 參與MV
| 年份   | 歌手   | 歌名         |
| 1989年 | 張學友 | Cry          |
| 1989年 | 呂方   | 月滿抱佳人   |
| 1989年 | 胡增良 | 末世紀的浪漫 |
| 1992年 | 張學友 | 暗戀你       |
| 1993年 | 譚詠麟 | 你是我的女人 |
| 1994年 | 梁朝偉 | 一生一心     |

## 廣告代言
| 年份   | 產品                                          |
| 1986年 | 陽光檸檬茶 （页面存档备份，存于）             |
| 1987年 | 金莎朱古力 （页面存档备份，存于）             |
| 1988年 | Oil of Ulan玉蘭油 （页面存档备份，存于）      |
| 1989年 | Leaveland （页面存档备份，存于）              |
| 2018年 | JaneClare 再生修護乳霜 （页面存档备份，存于） |

## 獎項
| 年份   | 頒獎典禮              | 獎項       | 影片     | 結果 |
| 1987年 | 超級新星競選          | 女超級新星 | -        | 獲獎 |
| 1999年 | 第18屆香港電影金像獎  | 最佳女主角 | 真心英雄 | 提名 |
| 1999年 | 第4屆香港電影金紫荊獎 | 最佳女配角 | 真心英雄 | 提名 |

## 外部連結
- 梁藝齡專訪, 基督日報2005年9月1日訊 （页面存档备份，存于）
- 梁藝齡在互联网电影资料库（IMDb）上的資料（英文）
- 梁藝齡在香港影庫上的簡介
- 梁藝齡的新浪微博
- 梁藝齡在豆瓣上的资料（简体中文）
- 梁藝齡@FionaLeungFanPage的Facebook專頁 （页面存档备份，存于）